# Konferenz von Dumbarton Oaks

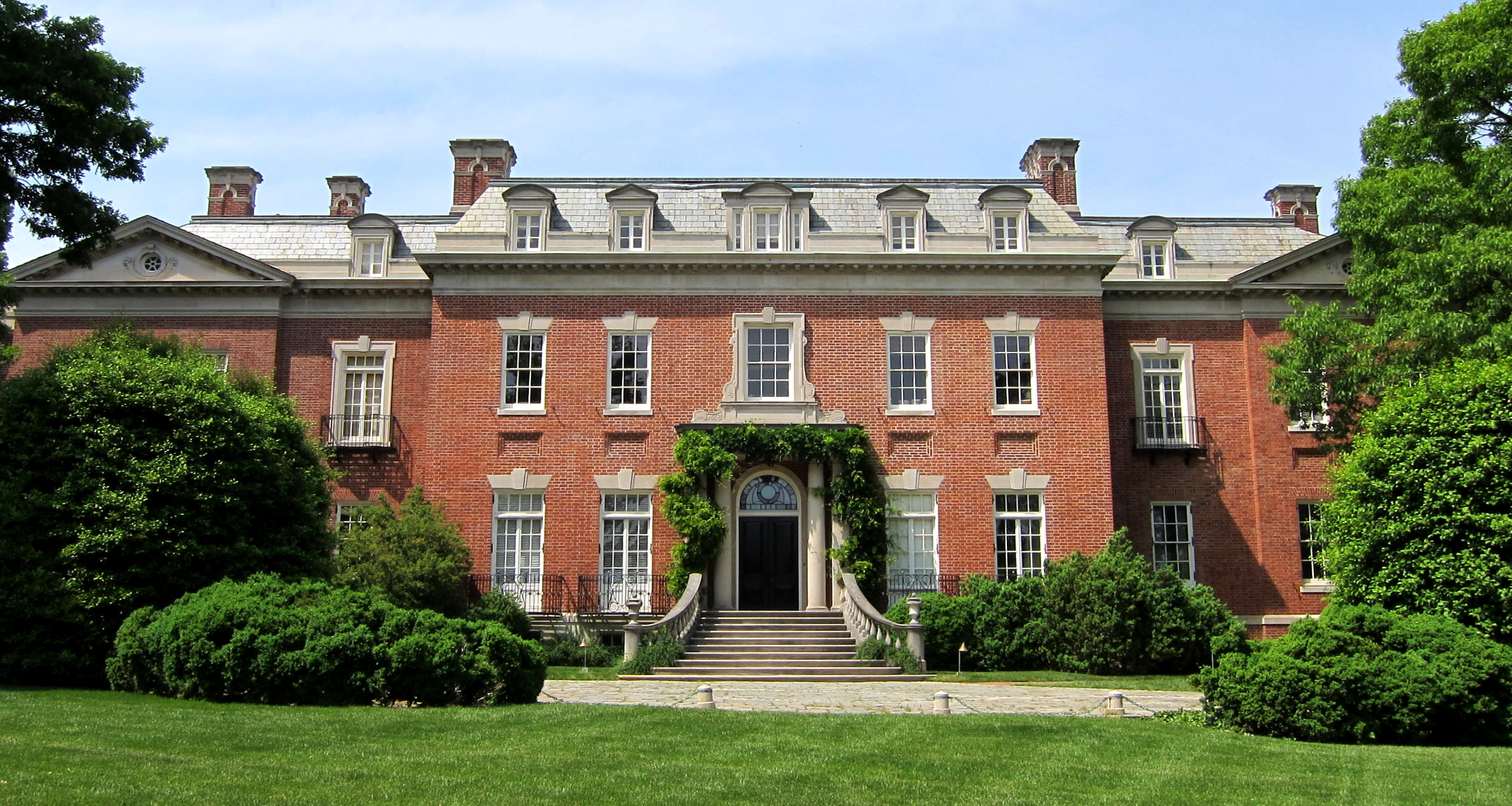
Dumberton Oaks, Aufnahme von 2011

Die Konferenz von Dumbarton Oaks war eine Expertenkonferenz während des Zweiten Weltkrieges. Sie fand vom 21. August bis 7. Oktober 1944 in dem Landhaus Dumbarton Oaks in der US-amerikanischen Hauptstadt Washington, D.C. statt und ist nach dem Tagungsort im Stadtteil Georgetown benannt.
Nach der Moskauer Deklaration im Oktober 1943 beschleunigten sich die Planungen für eine internationale Organisation, die statt des Völkerbunds die Sicherheit und Zusammenarbeit der Staaten nach dem Zweiten Weltkrieg verbessern und sichern sollte. Im Januar 1944 lud die US-Regierung zu einer Konferenz von vier Mächten ein, die im August „informell“ beraten sollte. Teilnehmer waren die Vereinigten Staaten (Cordell Hull), das Vereinigte Königreich (zunächst Alexander Cadogan dann Edward Wood, 1. Earl of Halifax), die Sowjetunion (Andrei Gromyko) und die Republik China (Wellington Koo). Weil die Sowjetunion nicht im Krieg mit Japan war, betrachtete sie sich nicht als Verbündeten der Republik China und die Gespräche mussten in zwei Phasen stattfinden: Großbritannien, USA und Sowjetunion gemeinsam und anschließend Großbritannien, USA und Republik China gemeinsam. Diskussionsgrundlage war ein US-amerikanischer Vorschlag mit dem Titel Tentative United States Proposal for a General International Organisation.
Tagungsthema war die Entwicklung der Vereinten Nationen aus der Idee des Völkerbundes. Bei der Konferenz wurde der erste Entwurf für die Charta der Vereinten Nationen ausgearbeitet. Im Verlauf mehrerer Treffen einigten sich die Teilnehmer über Ziele, Struktur und Funktionsweise der neuen Weltorganisation. Die vier Mächte einigten sich auf einen Vorschlag zur Struktur der künftigen Organisation, die sie The United Nations nennen wollten. Sie verbreiteten den Plan nach der Konferenz unter allen Alliierten zur Begutachtung.
Folgende Institutionen gehen auf die Konferenz zurück: Die Generalversammlung, der Sicherheitsrat, das Sekretariat und der Internationale Gerichtshof in Den Haag.